# Elżbieta Kucharska-Dreiss
Elżbieta Kucharska-Dreiss – polska germanistka, filolog, specjalistka w zakresie teologii praktycznej, doktor nauk humanistycznych, doktor habilitowana nauk teologicznych, nauczyciel akademicki Uniwersytetu Wrocławskiego.

## Życiorys
Studia na kierunku filologia germańska ukończyła w 1991 na Uniwersytecie Wrocławskim. Na Wydziale Filologicznym tej uczelni uzyskała w 1994 stopień naukowy doktora nauk humanistycznych w dyscyplinie językoznawstwo specjalność: językoznawstwo niemieckie (tytuł rozprawy: Zum Anredegebrauch in der deutschen und polnischen Epistolographie. Eine diachrone konfrontative Studie). W 2015 na Wydziale Teologicznym Chrześcijańskiej Akademii Teologicznej w Warszawie na podstawie dorobku naukowego i rozprawy pt. Bóg głoszony w kazaniach - z językoznawczego punktu widzenia otrzymała stopień naukowy doktora habilitowanego nauk teologicznych w zakresie teologii praktycznej.
Została adiunktem w Instytucie Filologii Germańskiej w Wydziale Filologicznym Uniwersytetu Wrocławskiego. Później została pracownikiem Verlag Degener und Co. oraz Akademische Verlagsoffizin Bauer und Raspe KG.